# Lake Burley Griffin
Het Lake Burkey Griffin is een decoratief stuwmeer in de rivier de Molonglo in het centrum van de Australische hoofdstad Canberra. Het meer ontstond nadat de rivier in 1963 werd ingedamd en is genoemd naar de Amerikaanse architect Walter Burley Griffin die een belangrijke rol speelde in het ontwerpen van Canberra.
Griffin wilde het meer veel geometrische vormen geven, opdat de as van het ontwerp op een rij lag met de natuurlijke oriëntatiepunten in de omgeving. Overheidsinstanties veranderden zijn plannen echter en er werd voor zijn vertrek uit Australië in 1920 geen wezenlijk werk verricht. Bezigheden rond het meer werden door tussenkomst van de Grote Depressie en de Tweede Wereldoorlog tijdelijk stopgezet en pas in de jaren 1950 ging men weer verder met plannen. Het graafwerk begon in 1960 na veel politieke geschillen over verschillende voorgestelde variaties en werd ondersteund door de toenmalig premier Robert Menzies. In september 1963, nadat alle bruggen en dammen gebouwd waren, sloot men de dammen, maar een droogte zorgde ervoor dat het beoogde waterpeil pas in april 1964 werd bereikt. Op 17 oktober 1964 werd het meer plechtig 'geopend'.
Het meer bevindt zich ongeveer in het aardrijkskundige midden van de stad en is het middenstuk van Griffins originele ontwerp. Veel belangrijke instellingen zijn op de oevers van het Lake Burley Griffin gebouwd, zoals de National Gallery, het National Museum, de National Library, de National University en het Hooggerechtshof; het Parliament House ligt op een kleine afstand ervandaan. Het meer wordt voornamelijk omgeven door parken, die geliefd zijn onder recreanten. Hoewel het ongewoon is om erin te zwemmen, wordt het Lake Burley Griffin gebruikt voor andere activiteiten, zoals roeien, vissen en zeilen.
Het meer heeft een lengte van 11 km en is op zijn breedst 1,2 km. De gemiddelde diepte bedraagt 4 m en de maximum diepte ongeveer 18 m bij de Scrivener Dam. Deze 33 m hoge dam regelt de stroming en kan overstromingen aan die eens in de 5000 jaar plaatsvinden. In droge periodes kan het waterpeil in stand worden gehouden door water van de Googong Dam door te laten, die zich stroomopwaarts in een zijrivier van de Molonglo bevindt.